# 51 î.Hr.

## Nașteri
- dată necunoscută: Tibul  (d. ?)
- dată necunoscută: Valerius Gratus  (d. ?)
- dată necunoscută: Marcus Licinius Crassus (consul în 30 î.Hr.)  (d. ?)
- dată necunoscută: Aelius Gallus  (d. ?)

## Decese
- dată necunoscută: Poseidonios filozof din Grecia Antică (n. 135 î.Hr.)
- dată necunoscută: Meleagros din Gadara  (n. ?)
- dată necunoscută: Marcus Licinius Crassus (consul în 30 î.Hr.)  (n. ?)